# Пап Абу Сіссе
Пап Абу Сіссе (фр. Pape Abou Cissé, нар. 14 вересня 1995, Пікін) — сенегальський футболіст, захисник турецького клубу «Адана Демірспор» і національної збірної Сенегалу.

## Клубна кар'єра
Народився 14 вересня 1995 року в місті Пікін. Вихованець футбольної школи місцевого однойменного клубу. У дорослому футболі дебютував 2013 року виступами за головну команду «Пікіна». 
Привернув увагу представників тренерського штабу французького «Аяччо», до складу якого приєднався 2015 року. Відіграв за команду з Аяччо наступні два сезони своєї ігрової кар'єри. Більшість часу, проведеного у складі «Аяччо», був основним гравцем захисту команди.
У січні 2017 року уклав контракт з грецьким «Олімпіакосом», однак на наступні півроку залишився в «Аяччо» як орендований гравець.
30 червня 2017 року повноцінно приєднався до команди «Олімпіакоса».

## Виступи за збірні
2015 року залучався до складу молодіжної збірної Сенегалу. На молодіжному рівні зіграв у 2 офіційних матчах.
2018 року дебютував в офіційних матчах у складі національної збірної Сенегалу.

## Титули і досягнення
- Чемпіон Греції (2):

«Олімпіакос»: 2019–20, 2021–22
- Володар Кубка Греції (1):

«Олімпіакос»: 2019–20
- Переможець Кубка африканських націй: 2021
- Срібний призер Кубка африканських націй: 2019

| Дата       | Місто   | Господарі    | Результат | Гості            | Турнір                                        | Голи | Примітки    |
| ---------- | ------- | ------------ | --------- | ---------------- | --------------------------------------------- | ---- | ----------- |
| 13-10-2018 | Дакар   | Сенегал      | 3 – 0     | Судан            | Відбір до Кубка африканських націй 2019       | 1    |             |
| 16-10-2018 | Хартум  | Судан        | 0 – 1     | Сенегал          | Відбір до Кубка африканських націй 2019       | -    |             |
| 26-3-2019  | Дакар   | Сенегал      | 2 – 1     | Малі             | товариський матч                              | -    |             |
| 9-10-2020  | Рабат   | Марокко      | 3 – 1     | Сенегал          | товариський матч                              | -    | 55'         |
| 11-11-2021 | Ломе    | Того         | 1 – 1     | Сенегал          | Відбір до ЧС 2022                             | -    | 71'         |
| 14-11-2021 | Тієс    | Сенегал      | 2 – 0     | Республіка Конго | Відбір до ЧС 2022                             | -    | 89'         |
| 10-1-2022  | Бафусам | Сенегал      | 1 – 0     | Зімбабве         | Кубок африканських націй 2021 - груповий етап | -    |             |
| 14-1-2022  | Бафусам | Сенегал      | 0 – 0     | Гвінея           | Кубок африканських націй 2021 - груповий етап | -    |             |
| 2-2-2022   | Яунде   | Буркіна-Фасо | 1 – 3     | Сенегал          | Кубок африканських націй 2021 - півфінал      | -    | 90+2' 90+3' |
| Усього     |         | Матчів       | 9         |                  | Голів                                         | 1    |             |